# Richard Matvichuk
Richard Dorian Matvichuk, född 5 februari 1973, är en kanadensisk före detta professionell ishockeyspelare som tillbringade 14 säsonger i den nordamerikanska ishockeyligan National Hockey League (NHL), där han spelade för ishockeyorganisationerna Minnesota North Stars, Dallas Stars och New Jersey Devils. Han producerade 178 poäng (39 mål och 139 assists) samt drog på sig 624 utvisningsminuter på 796 grundspelsmatcher. Han spelade också på lägre nivåer för Lowell Devils i AHL, Kalamazoo Wings i IHL och Saskatoon Blades i WHL.
Matvichuk draftades i första rundan i 1991 års draft av Minnesota North Stars som åttonde spelaren totalt.
Han är en enfaldig Stanley Cup-mästare som vann med Dallas Stars för säsong 1998-1999.
Efter karriären fick han jobb som assisterande tränare åt juniorlaget Dallas Stars U18 och ett år senare blev han minoritetsägare, assisterande general manager och defensivtränare för Allen Americans i CHL. I mars 2014 sålde han sin del av Americans och den 6 juni samma år blev han utnämnd som tränare för ligakonkurrenten Missouri Mavericks.